# عرعر قصير الأوراق
العرعر قصير الأوراق نوع نباتي شجري من جنس العرعر يتبع الفصيلة السروية. ينتشر في جزر الأزور.